# Wileńskie Towarzystwo Lekarskie

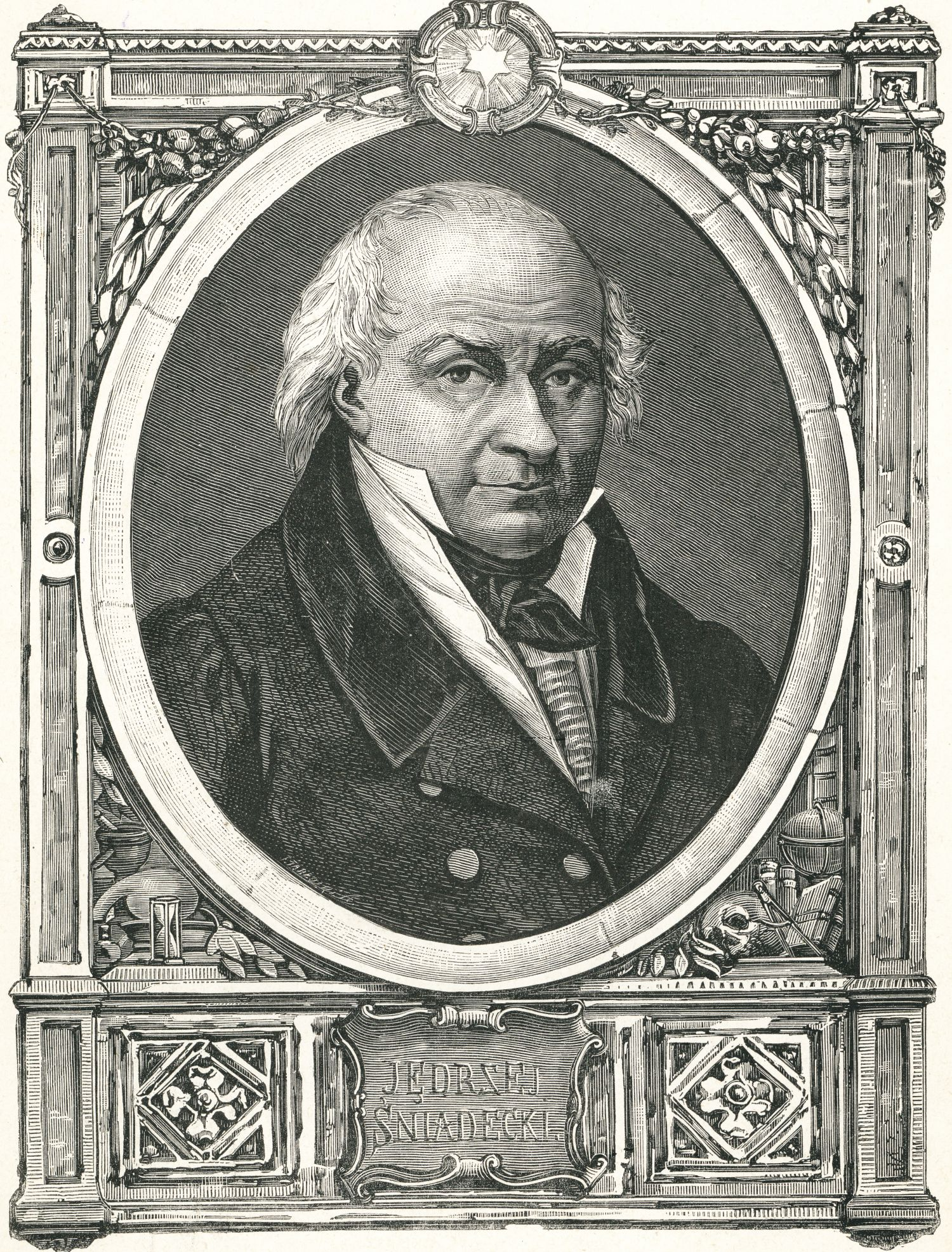
Feliks Zabłocki, Portret Jędrzeja Śniadeckiego

Wileńskie Towarzystwo Lekarskie – polskie towarzystwo naukowe specjalistyczne działające w latach 1805–1939 w Wilnie; pierwszym prezesem towarzystwa był Jędrzej Śniadecki.
Towarzystwo zostało założone 12 grudnia 1805 jako Towarzystwo Medyczne Wileńskie; członkami założycielami towarzystwa byli lekarze August Bécu, Jan Braun, Eliasz Enholm, Joseph Frank, Herz Heiman, Józef Jakub Liboszyc, Johann Lobenwein, Andrzej Matusewicz, Ferdynand Spitznagel, Jan Szlegel, Jan Szymkiewicz, Jędrzej Śniadecki i aptekarze Grzegorz Gutt, Karol Wagner, Jan Wolfgang.
Po I wojnie światowej (1914–1918) towarzystwo wznowiło działalność w 1919, od 1920 działało pod nazwą Wileńskie Towarzystwo Lekarskie.